# Grégory Sertic
Grégory Sertic (Brétigny-sur-Orge, Isla de Francia, Francia, 5 de agosto de 1989) es un exfutbolista francés que jugaba de centrocampista. 
En noviembre de 2020, tras llevar sin equipo desde la finalización de su contrato con el Olympique de Marsella al término de la temporada 2019-20, anunció su retirada.

## Estadísticas

### Clubes
| F. C. Girondins Burdeos Francia | 1.ª           | 2008-09       | 6   | 1 | 1  | 0 | 0  | 0 | 6   | 1 | 0,14 |
| F. C. Girondins Burdeos Francia | 1.ª           | 2009-10       | 12  | 0 | 4  | 0 | 3  | 0 | 19  | 0 | 0    |
| R. C. Lens Francia | 1.ª           | 2010-11       | 23  | 0 | 1  | 0 | —  | — | 24  | 0 | 0    |
| R. C. Lens Francia | Total club    | Total club    | 23  | 0 | 1  | 0 | 0  | 0 | 24  | 0 | 0    |
| F. C. Girondins Burdeos Francia | 1.ª           | 2011-12       | 18  | 0 | 4  | 0 | —  | — | 22  | 0 | 0    |
| F. C. Girondins Burdeos Francia | 1.ª           | 2012-13       | 26  | 0 | 7  | 1 | 11 | 0 | 44  | 1 | 0,02 |
| F. C. Girondins Burdeos Francia | 1.ª           | 2013-14       | 30  | 3 | 3  | 0 | 4  | 0 | 37  | 3 | 0,08 |
| F. C. Girondins Burdeos Francia | 1.ª           | 2014-15       | 27  | 1 | 3  | 0 | —  | — | 30  | 1 | 0,03 |
| F. C. Girondins Burdeos Francia | 1.ª           | 2015-16       | 1   | 0 | 0  | 0 | 2  | 0 | 3   | 0 | 0    |
| F. C. Girondins Burdeos Francia | 1.ª           | 2016-17       | 17  | 1 | 2  | 0 | —  | — | 19  | 1 | 0,05 |
| F. C. Girondins Burdeos Francia | Total club    | Total club    | 137 | 6 | 24 | 1 | 20 | 0 | 181 | 7 | 0,04 |
| Olympique de Marsella Francia | 1.ª           | 2016-17       | 8   | 0 | 1  | 0 | —  | — | 9   | 0 | 0    |
| Olympique de Marsella Francia | 1.ª           | 2017-18       | 7   | 0 | 0  | 0 | 4  | 0 | 11  | 0 | 0    |
| Olympique de Marsella Francia | 1.ª           | 2018-19       | 4   | 0 | 0  | 0 | 1  | 0 | 5   | 0 | 0    |
| F. C. Zürich Suiza | 1.ª           | 2018-19       | 11  | 0 | 1  | 0 | —  | — | 12  | 0 | 0    |
| F. C. Zürich Suiza | Total club    | Total club    | 11  | 0 | 1  | 0 | 0  | 0 | 12  | 0 | 0    |
| Olympique de Marsella Francia | 1.ª           | 2019-20       | 0   | 0 | 0  | 0 | —  | — | 0   | 0 | 0    |
| Olympique de Marsella Francia | Total club    | Total club    | 19  | 0 | 1  | 0 | 5  | 0 | 25  | 0 | 0    |
| Total carrera | Total carrera | Total carrera | 190 | 6 | 27 | 1 | 25 | 0 | 242 | 7 | 0,03 |
| (1) Incluye datos de Supercopa de Francia, Copa de Francia, Copa de la Liga de Francia y Copa de Suiza. (2) Incluye datos de Liga de Campeones de la UEFA y Liga Europa de la UEFA. (3) No incluye goles en partidos amistosos. |               |               |     |   |    |   |    |   |     |   |      |

## Palmarés

### Títulos nacionales
| Título               | Club                      | País    | Año     |
| -------------------- | ------------------------- | ------- | ------- |
| Supercopa de Francia | F. C. Gironids de Burdeos | Francia | 2008    |
| Ligue 1              | F. C. Gironids de Burdeos | Francia | 2008-09 |
| Copa de la Liga      | F. C. Gironids de Burdeos | Francia | 2008-09 |
| Supercopa de Francia | F. C. Gironids de Burdeos | Francia | 2009    |
| Copa de Francia      | F. C. Gironids de Burdeos | Francia | 2012-13 |